# دفترچه خاطرات یک پسربچه بی‌عرضه (فیلم ۲۰۱۰)
«دفترچه خاطرات یک بچه بی‌عرضه» (انگلیسی: Diary of a Wimpy Kid) یک فیلم کمدی آمریکایی به کارگردانی تور فرویدنتال که در سال ۲۰۱۰ منتشر شد.

## بازیگران
- زکری گوردون در نقش گِرِگ هِفلی، نقش اصلی، راوی داستان، پسر سوزان و فِرانک هِفلی، برادر کوچکتر رودریک هِفلی و برادر بزرگتر مانی هِفلی
- رابرت کپرون رولی جِفِرسون دوست صمیمی گِرِگ هفلی
- دوون بوستیک رودریک هِفلی برادر بزرگتر گِرِگ و مانی هِفلی
- راچل هاریس در نقش سوزان هِفلی مادر گِرِگ و رودریک و مانی هِفلی
- استیو زان در نقش فِرانک هِفلی پدر گِرِگ رودریک و مانی هِفلی
- کلویی مورتز
- گریسون راسل در نقش فِرِگلی دوست و همکلاسی عجیب و غریب گِرِگ هِفلی
- جنیفر کلمنت
- بلیتا مورنو